# 槇島町
槇島町（まきしまちょう）は、京都府宇治市の町丁。本項ではかつて同区域に存在した久世郡槇島村（まきしまむら）についても記す。

## 地理
本体は宇治市の北西端、宇治川左岸。東で五ケ庄・菟道、南で宇治・小倉町、北で京都市伏見区向島渡シ場町・向島清水町・向島四ツ谷池・向島二ノ丸町・向島西請町、西で久世郡久御山町市田に接する。飛地は宇治市の南東端、天ヶ瀬ダムの両岸にあり、宇治・白川・志津川および久御山町佐古の飛地に接する。飛地内には志津川の飛地があり、その境界線は複雑である。

### 河川
- 宇治川

### 湖沼
- 天ヶ瀬ダム（飛地）

## 歴史
- 幕末 - 「旧高旧領取調帳」の記載によると、京都守護職役知であった。
- 慶応4年
  - 2月19日（1868年3月12日） - 京都裁判所の管轄となる。
  - 閏4月25日（1868年6月15日） - 京都府の管轄となる。
- 1885年（明治18年）7月 - 集中豪雨により淀川大洪水が発生。宇治川の堤防218メートルが決壊[5]。
- 1889年（明治22年）4月1日 - 町村制の施行により、槇島村が単独で自治体を形成。
- 1951年（昭和26年）3月1日 - 槇島村が宇治町・小倉村・大久保村・宇治郡東宇治町と合併して宇治市が発足。同日槇島村廃止。同市の大字となる。

## 世帯数と人口
2019年（令和元年）9月1日現在の世帯数と人口は以下の通りである。
| 町丁   | 世帯数    | 人口     |
| ------ | --------- | -------- |
| 槇島町 | 7,146世帯 | 15,028人 |

### 人口の変遷
国勢調査による人口の推移。
| 1995年（平成7年）  | 15,223人 | [ 6 ]  |  |
| 2000年（平成12年） | 15,261人 | [ 7 ]  |  |
| 2005年（平成17年） | 15,039人 | [ 8 ]  |  |
| 2010年（平成22年） | 15,064人 | [ 9 ]  |  |
| 2015年（平成27年） | 14,822人 | [ 10 ] |  |

### 世帯数の変遷
国勢調査による世帯数の推移。
| 1995年（平成7年）  | 5,507世帯 | [ 6 ]  |  |
| 2000年（平成12年） | 5,724世帯 | [ 7 ]  |  |
| 2005年（平成17年） | 5,896世帯 | [ 8 ]  |  |
| 2010年（平成22年） | 6,211世帯 | [ 9 ]  |  |
| 2015年（平成27年） | 6,295世帯 | [ 10 ] |  |

## 交通

### 鉄道路線
近鉄京都線が通過するが、駅は所在しない。最寄駅は向島駅・小倉駅。

### バス

#### 路線バス
京都京阪バス
- 10号経路：徳洲会病院 - 向島駅前
- 10A号経路：近鉄小倉 - 向島駅前 - 徳洲会病院
- 10B号経路：徳洲会病院 - 近鉄小倉

以前は京阪宇治バス(2013年当時)の111・112・113系統が槇島町内を運行していたが、2013年4月1日に廃止された。
奈良交通
- 74系統：大川原 → 向島駅
- 75系統：向島駅 → 京都文教前 → 大川原

奈良交通京都営業所が町内にある。

### 道路
- 京滋バイパス
  - 宇治西インターチェンジ
  - 巨椋インターチェンジ
- 国道24号
- 京都府道69号城陽宇治線
- 京都府道241号向島宇治線
- 滋賀県道・京都府道3号大津南郷宇治線（飛地）

## 施設
- 京都文教大学
- 京都文教短期大学
- 宇治市立北宇治中学校
- 宇治市立槇島中学校（飛地を除く。飛地の校区は宇治市立宇治中学校）
- 宇治市立槇島小学校（飛地を除く。飛地の校区は宇治市立菟道小学校）
- 宇治市立北槇島小学校
- 宇治徳洲会病院
- 山崎製パン株式会社 京都工場
- 奈良交通京都営業所
- 任天堂株式会社 宇治工場

## 史跡
- 槇島城

## その他

### 日本郵便
- 郵便番号 : 611-0041[3]（集配局：宇治郵便局[12]）。